# Aspredinichthys
Aspredinichthys — рід риб підродини Aspredininae з родини Широкоголові соми ряду сомоподібних. Має 2 види.

## Опис
Загальна довжина досягає до 20-22 см. Голова помірно широка. Очі маленькі. Є 3 пари вусів. Тулуб стрункий, особливо у хвостовій частині. Спинний плавець піднятий догори, невеличкий, з гострим довгим шипом. Грудні плавці великі, з 8 променями. Анальний плавець дуже довгий. Хвостовий плавець невеличкий, роздвоєний.
Забарвлення коричнювате або чорне з контрастними цятками.

## Спосіб життя
Зустрічаються у прибережних ділянках річок, в каламутній прісній і солонуватій жорсткій воді. Це бентосні риби. Живляться водними безхребетними і дрібною рибою.
Розмножуються в березні-червні. Самиці виношують ікру на череві.

## Розповсюдження
Поширені від Венесуели до Бразилії.

## Види
- Aspredinichthys filamentosus
- Aspredinichthys tibicen